# Касатка (подводная лодка)
«Касатка» — российская подводная лодка начала XX века, головной корабль типа «Касатка».

## Постройка
«Миноносец № 140» был заложен на Балтийском заводе в Санкт-Петербурге 18 марта 1904 года, 31 мая корабль был переименован в «Касатку», спуск на воду состоялся 24 июля 1904 года, в период с декабря по январь 1904 года лодка была перевезена по железной дороге из Санкт-Петербурга во Владивосток, где вступила в строй в марте 1905 года. Испытания были проведены частично, но дали отрицательные результаты — лодка погружалась с большим дифферентом на корму, после чего пришлось установить кормовую рубку-поплавок и увеличить площадь горизонтальных рулей.

## Служба
Участвовала в Русско-японской войне, неся позиционную и дозорную службы на подходах к заливу Петра Великого. В первое боевое плавание к корейским берегам «Касатка» вышла 9 апреля 1905 года. Столкновений с противником во время Русско-японской войны не имела. После войны вошла в состав Сибирской флотилии. В 1906 и 1914 годах прошла во Владивостоке ремонт и модернизацию. До 1906 года числилась миноносцем.
В 1915 году отправлена из Владивостока в Санкт-Петербург для усиления Балтийского флота. Прибыла к месту назначения 2 декабря, вскоре спущена на воду и введена в строй. Участвовала в Первой мировой войне: совершила 6 кратковременных боевых походов и безуспешно атаковала во время одного из них немецкий транспорт. Для усиления вооружения на лодке установили пулемёт. 25 октября 1917 года вошла в состав Красного Балтийского флота.
10 ноября 1918 года после ремонта отправлена по железной дороге в Саратов, где была спущена на воду и своим ходом дошла до Астрахани, вошла в состав Военного флота Астраханского края и приняла участие в Гражданской войне. 10 июля 1920 года поставлена на прикол в Баку и в связи с полным износом механизмов 21 ноября 1925 года сдана ОФИ для разборки на металл.